# Holbrookia
Holbrookia es un género de lagartos de la familia Phrynosomatidae. Se distribuyen por el sudoeste de Estados Unidos y México.

## Especies
Listadas alfabéticamente:
- Holbrookia elegans Bocourt, 1874
- Holbrookia lacerata Cope, 1880
- Holbrookia maculata Girard, 1851
- Holbrookia propinqua Baird & Girard, 1852